# 粉防己
粉防己（学名：Stephania tetrandra），又名石蟾蜍，为防已科千金藤属的植物。含多种生物碱，包括粉防己鹼（Tetrandrine，又名汉防己甲素）、防己诺林碱（Fangchinoline，又名汉防己乙素）、轮环藤酚碱（Cyclanoline，又名汉防己丙素）等。

## 形态
落叶藤本。肥厚的块根呈圆柱状；宽三角状卵形叶片，盾状着生，截形或浅心形的基部，下面为灰白色；春末夏初开出很小的花，雌雄异株，雄花的头状聚伞花序，再排列成总状花序；球形核果。

## 分布
分布在台灣以及中国的湖南、浙江、广东、福建、江西、安徽、广西、海南等地，生长于海拔420米至1,300米的地区，多生在路边、村边、旷野和灌丛中，目前尚未由人工引种栽培。

## 外部連結
- 粉防己 Fenfangji （页面存档备份，存于） 藥用植物圖像數據庫 (香港浸會大學中醫藥學院) （中文）（英文）
- 防己 Fangji （页面存档备份，存于） 中藥材圖像數據庫 (香港浸會大學中醫藥學院) （中文）（英文）
- 粉防乙堿 Tetrandrine （页面存档备份，存于） 中草藥化學圖像數據庫 (香港浸會大學中醫藥學院) （中文）（英文）